# 伯恩特斯托馬里納 (佛羅里達州)
伯恩特斯托馬里納（英語：Brunt Store Marina）是位於美國佛羅里達州李縣的一個人口普查指定地區。

## 地理
伯恩特斯托馬里納的座標為26°45′59″N 82°03′05″W / 26.76639°N 82.05139°W，而該地最高點為海拔高度2米（即7英尺）。

## 人口
根據2010年美國人口普查的數據，伯恩特斯托馬里納的面積為3.70平方千米，當中陸地面積為3.50平方千米，而水域面積為0.20平方千米。當地共有人口1271人，而人口密度為每平方千米343人。